# یواس‌اس نیاگارا (پی‌جی-۵۲)
یواس‌اس نیاگارا (پی‌جی-۵۲) (به انگلیسی: USS Niagara (PG-52)) یک کشتی بود که طول آن ۲۶۷ فوت (۸۱ متر) بود. این کشتی در سال ۱۹۲۹ ساخته شد.